# Некрытые Дубяги
Некрытые Дубяги — деревня в Гдовском районе Псковской области России. Входит в состав Полновской волости Гдовского района.
Расположена в 20 км к востоку от волостного центра села Ямм и в 10 км к востоку от деревни Полна, севернее озера Надозерье (Надозерское) и одноимённой деревни Надозерье соседней Первомайской волости Гдовского района.

## Население
Численность населения деревни на 2000 год составляла 3 человека, на 2002 год — 1 человек.